# Ceroxylon peruvianum
Ceroxylon peruvianum là loài thực vật có hoa thuộc họ Arecaceae. Loài này được Galeano, Sanín & K.Mejia mô tả khoa học đầu tiên năm 2008.